# 楊鼎新
楊鼎新（よう ていしん、杨鼎新、1998年10月19日 - ）は、中国の囲碁棋士。河南省鄭州市出身、中国囲棋協会に所属、九段。リコー杯囲棋戦、倡棋杯中国プロ囲棋選手権戦優勝、LG杯世界棋王戦優勝など。

## 経歴
囲碁好きの父により5歳から囲碁を学ばされ、1年ほどで河南省の大会で優勝、北京の囲碁道場で学ぶようになる。2008年に10歳で初段、中国の最年少記録となる。2009年世界青少年囲碁選手権大会少年組で優勝。2010年、重慶チームから甲級リーグ出場、衢州・爛柯杯ベスト4、二段。2011年リコー杯新秀戦優勝、阿含桐山杯ベスト8、三段。2012年リコー杯囲棋戦決勝で朴文尭を破り優勝。同年BCカード杯出場、百霊愛透杯ベスト32、西南王戦ベスト4。2013年棋王戦優勝、全国個人戦2位。2015年名人戦ベスト8、テレビ囲碁アジア選手権戦に国内予選優勝して出場。2016年四段、西南王戦優勝、グロービス杯世界囲碁U-20で3位。2017年西南王戦2連覇、名人戦、竜星戦でベスト4、LG杯ベスト8、六段。
2018年七段。2019年、LG杯決勝で時越に2-1で勝ち、世界戦初優勝、これにより九段昇段。同年農心辛ラーメン杯で7人抜きを達成。2020年天元戦で連笑に挑戦して、2-1でタイトル獲得。
2022年12月に、WeChat（微信）上で李軒豪にに対して、春蘭杯世界囲碁選手権戦の対局でAI不正利用を疑う投稿をし、これに対して中国囲棋協会は調査の結果不正はなかったとし、6ヶ月の対局停止処分とした。
甲級リーグでは2010年から重慶チームで出場、2013年には12勝4敗、主将戦5戦全勝の成績でMVP獲得。中国棋士ランキングでは2012年27位、2013年11位、2018年10位、2019年3位、2020年2位。
趣味はサッカーで、2017年甲級リーグでは骨折したために車椅子で対局したこともあった。

### タイトル歴
国際棋戦
- LG杯世界棋王戦 2019年
- 阿含・桐山杯日中決戦 2024年

国内棋戦
- リコー杯新秀戦 2011年
- リコー杯囲棋戦 2012年
- 威孚房開杯棋王戦 2013年
- 倡棋杯中国プロ囲棋選手権戦 2014年
- テレビ囲碁アジア選手権戦予選 2015年
- 西南王戦 2016-17、2021年
- 中国囲棋天元戦 2020年
- 阿含・桐山杯中国囲棋快棋公開戦 2023年

### 他の棋歴
国際棋戦
- 三星火災杯世界囲碁マスターズ 準優勝 2019年、ベスト4 2020、21年、ベスト8 2022年
- LG杯世界棋王戦 準優勝 2022年、2023年、ベスト8 2017年、2020年、20周年記念新鋭挑戦者杯準優勝 2015年、
- 春蘭杯世界囲碁選手権戦 ベスト8 2022年
- テレビ囲碁アジア選手権 2015年ベスト4（○一力遼、×李世乭）
- 利民杯世界囲碁星鋭最強戦 準優勝 2014年
- グロービス杯世界囲碁U-20 2016年 3位
- 国手山脈杯国際囲棋戦 2017年 優勝（2-0、○林立祥、○申眞諝）、2018年 個人戦ベスト8
- 世界四城市新鋭対抗戦 2016年 3-0（○林君諺、○李東勲、○一力遼）
- おかげ杯国際新鋭対抗戦3位（リーグ戦:×陳詩淵、×伊田篤史、○安国鉉、3位決定戦:○蕭正浩）
- 農心辛ラーメン杯世界囲碁最強戦
  - 2019-20年 7-1（○元晟溱、○山下敬吾、○金志錫、○一力遼、○李東勲、○許家元、○申眞諝、×井山裕太）
  - 2020-21年 0-1（×申眞諝）
- アジア競技大会 2023年男子団体戦準優勝、男子個人戦ベスト8

国内棋戦
- 全国智力運動会 少年個人戦準優勝 2011年、2017年男子団体戦 2位（重慶チーム）、プロ男子個人戦 3位
- 中華人民共和国全国運動会プロ男子個人戦 2017年 3位
- リコー杯新秀戦 準優勝 2012年
- 全国囲棋個人戦 2位 2013年
- 衢州・爛柯杯中国囲棋冠軍戦 準優勝 2021年
- 倡棋杯中国プロ囲棋選手権戦 準優勝 2021年
- 中国紹興（嵊州）王中王囲棋争覇戦 2023年リーグ4位
- 中国囲棋甲級リーグ戦
  - 2010年（重慶冷酸魂）3-2
  - 2011年（重慶冷酸魂）5-5
  - 2012年（重慶冷酸魂）7-4
  - 2013年（重慶銀行）12-4
  - 2014年（重慶銀行）10-11
  - 2015年（重慶銀行）10-12
  - 2016年（重慶地産）9-8
  - 2017年（重慶地産）15-10
  - 2018年（重慶愛普地産）15-11
  - 2019年（重慶）11-4
  - 2020年（重慶）8-7
  - 2021年（重慶）9-6
  - 2022年（重慶T23）11-4
  - 2023年（重慶）10-5

## 注
1. 1 2  中国新聞網「杨鼎新击败时越 中国围棋诞生“98后”世界冠军」2019.2.15
2. ↑  “无证据公开质疑李轩豪作弊 杨鼎新被停赛半年”.  オリジナルの2022年12月31日時点におけるアーカイブ。 2022年12月31日閲覧。